# 가이진 엔터테인먼트
가이진 엔터테인먼트(Gaijin Entertainment)는 2002년에 설립한 헝가리 인의 인디 비디오 게임 개발사이다.개발한 대표 게임으로는 워 썬더,인리스티드(게임) 등이 있다.

## 게임
- 워 썬더